# Громадський рух
Грома́дський рух — це добровільне формування людей, що виникає на основі їхнього свідомого волевиявлення відповідно до спільних політичних інтересів, прав і свобод. Громадські рухи, як правило, діють із орієнтиром на найближчу політичну перспективу. Цілі, які обирають громадські рухи, гранично близькі до реальності, мають конкретний характер.
Для громадських рухів характерна відсутність чіткої організаційної структури. До них можуть належати люди різнобічних соціальних і світоглядних позицій. Громадські рухи розрізняються: за формами діяльності, порядком утворення та розпаду; за кількістю їхніх членів; за соціально-правовим статусом (легальні та нелегальні); за соціальною цінністю (прогресивні, консервативні, реакційні).
Особливістю громадських рухів є те, що вони реалізують громадянську ініціативу, яка ґрунтується на соціальній мобілізації громадян, соціальній солідарності та боротьбі з політичними конкурентами за вплив на громадську думку.
Громадські рухи, залежно від того, який вид діяльності вони обирають або що ставлять за мету, поділяються на ті, які мають тривалий характер існування, і ті, які існують протягом короткого періоду. Як правило, після того, як певної цілі досягнуто, такі рухи зникають.
Зазвичай це відбувається у такий спосіб:
1. громадські рухи трансформуються у стійкіші та складні форми організації;
2. громадські рухи розпадаються, не утворюючи ніяких соціальних організацій.

Поняття громадського руху було введено до наукового звороту пруським громадським мислителем та державним діячем Лоренцом фон Штайном у середині 40-х років ХІХ ст. для позначення устремлінь пролетаріату до соціальної (а не лише політичної) революції. Л. фон Штайн поєднав аналіз рухів з ідеєю соціальних реформ за ініціативою держави з тим, щоб інтегрувати у систему дестабілізуючі елементи робітничого руху.
Стійкішими формами об'єднань громадян є політичні організації і політичні партії.